# Canthidium delgadoi
Canthidium delgadoi là một loài bọ cánh cứng trong họ Bọ hung (Scarabaeidae).